# Martin Österdahl
Erik Martin Österdahl (Sollentuna község, 1973. október 12. –) svéd író, televíziós személyiség, műsorvezető, 2021 és 2025 között az Eurovíziós Dalfesztivál igazgatója volt.
2008 és 2014 között a Sveriges Televisionnál dolgozott.
2016-ban kiadta a Be inte om nåd (Ne kérj kegyelmet) című könyvet, amelyből tévésorozat készült Max Anger - With One Eye Open címmel.
Az Európai Műsorsugárzók Uniója 2020 januárjában jelentette be, hogy ő lesz a 2021-es Eurovíziós Dalfesztiváltól az Eurovíziós Dalfesztivál igazgatója, ahol a norvég Jon Ola Sandot váltotta tisztségében. A pozíciójáról 2025 nyarán mondott le.

## Művei
- 2016 - Be inte om nåd - 2016 (Ne kérj kegyelmet)
- 2017 - Tio svenskar måste dö (Tíz svéd meg kell haljon)
- 2018 - All business is show business
- 2019 - Järnänglar (Vas angyalok)
- 2022 - Parmiddagen (Szilveszter)